# Бобровка (приток Режа)
Бобровка — река в Режевском городском округе Свердловской области. Впадает в реку Реж слева, в 147 км от её устья. Длина реки 35 км, водосборная площадь 372 км². Исток в одном из водоёмов отработанного Липовского карьера. Устье Бобровки находится на северо-западной окраине города Реж.
Основные притоки: Мостовка (левый, в 25 км от устья) и Липовка (левый, в 29 км).

## Данные водного реестра
По данным государственного водного реестра России относится к Иртышскому бассейновому округу, речной бассейн — Иртыш, речной подбассейн — Тобол. Водохозяйственный участок — Реж (без реки Аять от истока до Аятского гидроузла) и Нейва (от Невьянского гидроузла) до их слияния.
Код объекта в государственном водном реестре — 14010501812111200006808.